# جولانتا سیویسکا
جولانتا سیویسکا (انگلیسی: Jolanta Siwińska؛ زادهٔ ۲ آوریل ۱۹۹۱) بازیکن فوتبال اهل لهستان است.
از باشگاه‌هایی که در آن بازی کرده‌است می‌توان به باشگاه فوتبال ۱.اف‌اف‌سی توربین پوتسدام اشاره کرد.
وی همچنین در تیم ملی فوتبال زنان لهستان بازی کرده‌است.